# Registri ad ancia

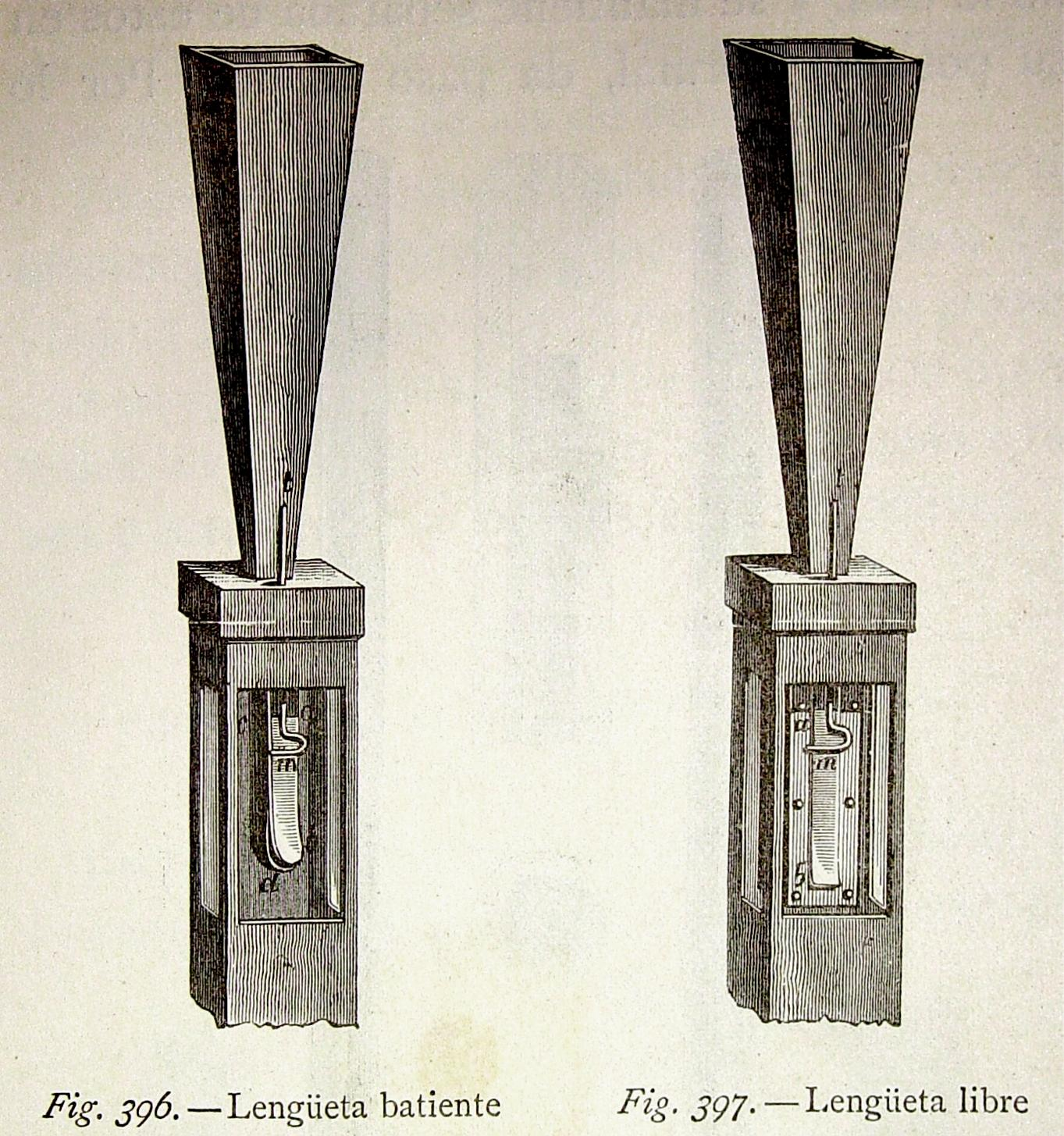
Funzionamento di una canna ad ancia battente e di una canna ad ancia libera.

I registri ad ancia sono un insieme di registri dell'organo.

## Struttura
Nei registri ad ancia il suono è prodotto da una sottile linguetta metallica chiamata appunto ancia, solitamente in ottone, contenuta nella base della canna. L'ancia è fissata a un'estremità e il suono è prodotto dalla messa in vibrazione dell'ancia stessa.
Perciò, a differenza dei registri ad anima, nei registri ad ancia non sono la lunghezza o le dimensioni della canna a determinare l'altezza del suono, bensì le dimensioni dell'ancia. Le tube poste al di sopra delle ance, infatti, servono solo per amplificarne il suono, determinarne il timbro e sottolinearne gli armonici.
I registri ad ancia, a loro volta, si suddividono in registri ad ancia battente e registri ad ancia libera. Nel primo caso la linguetta, vibrando, è costretta a battere contro un'apposita parte in metallo, producendo un suono caratteristico e incisivo. Nel secondo caso, invece, vibra liberamente e produce un suono più dolce e penetrante.
Le tube, nel corso dei secoli, vennero costruite con le forme più fantasiose allo scopo di conferire effetti timbrici sempre nuovi. Sulla base della forma delle tube, perciò, è possibile dividere i registri ad ancia in determinate sottocategorie:
- Registri a tuba conica aperta (tromba, trombone, fagotto, bombarda, eccetera).
- Registri a tuba cilindrica, con apertura regolabile (cromorno, dulciana, zincke, eccetera).
- Registri con tuba di forma mista (corno inglese, oboe, schalmei, eccetera).
- Registri a tuba corta (regale, vox humana, rankett, tromboncini, eccetera).